# Listă de sculptori mexicani
Aceasta este o listă de sculptori mexicani.

## C
- Elizabeth Catlet

## F
- Sairi Forsman

## G
- Byron Galvez
- Mathias Goeritz

## M
- Javier Marín

## O
- Kiyoto Ota

## P
- Leonardo Pereznieto

## S
- Juan Soriano

## W
- Xawery Wolski